# Pinols
Pinols [pinɔl] (okzitanisch: Pinòus) ist eine französische Gemeinde mit 183 Einwohnern (Stand: 1. Januar 2022) im Département Haute-Loire in der Region Auvergne-Rhône-Alpes (vor 2016 Auvergne); sie gehört zum Arrondissement Brioude und ist Teil des Kantons Gorges de l’Allier-Gévaudan. Die Einwohner werden Pinolais genannt.

## Geographie
Pinols liegt etwa 36 Kilometer westlich von Le Puy-en-Velay.

### Nachbargemeinden
Umgeben wird Pinols von den Nachbargemeinden Cronce und Ferrussac im Norden, Langeac im Nordosten, Tailhac im Osten, Desges im Südosten, Auvers im Süden, Clavières im Südwesten sowie Chastel im Westen.

## Bevölkerungsentwicklung
| Jahr                       | 1962 | 1968 | 1975 | 1982 | 1990 | 1999 | 2006 | 2017 |
| Einwohner                  | 516  | 463  | 382  | 333  | 321  | 267  | 236  | 192  |
| Quellen: Cassini und INSEE |      |      |      |      |      |      |      |      |

## Sehenswürdigkeiten
An der Ortsgrenze zu Tailhac liegt der Dolmen de la Thuile aux Fées.